# Adam Kleczkowski
Adam Marian Kleczkowski (ur. 25 marca 1883 w Krakowie, zm. 17 listopada 1949 tamże) – polski językoznawca, filolog germański, profesor Uniwersytetu Poznańskiego i Jagiellońskiego, członek Polskiej Akademii Umiejętności.

## Życiorys
Był synem Antoniego (dziennikarza, dramaturga) i Marii z Bodnickich. Uczęszczał do Gimnazjum Św. Anny w Krakowie, w latach 1901–1905 studiował językoznawstwo na Uniwersytecie Jagiellońskim (m.in. u Wilhelma Creizenacha, Jana Łosia, Jana Michała Rozwadowskiego); uzupełniał studia na uniwersytecie we Fryburgu (1905–1906). Pracował jako nauczyciel języka polskiego i niemieckiego w krakowskich gimnazjach: św. Anny (1906–1908) i im. Króla Jana Sobieskiego (1908–1919); w 1913 obronił na Uniwersytecie Jagiellońskim doktorat na podstawie pracy Rejestr przyjemu i wydania pieniędzy na budowę galeony w roku 1570, a w 1919 habilitował się na Uniwersytecie Poznańskim (praca Dialekt Wilamowic w zachodniej Galicji) i został profesorem nadzwyczajnym tej uczelni, kierownikiem Katedry Filologii Germańskiej. W 1922 uzyskał tytuł profesora zwyczajnego, w 1931 pełnił funkcję dziekana Wydziału Humanistycznego. W 1933 przeniósł się na Uniwersytet Jagielloński, gdzie objął kierownictwo analogicznej katedry, a od 1947 dodatkowo sprawował nadzór nad Katedrą Filologii Angielskiej. 6 listopada 1939 znalazł się wraz z innymi pracownikami UJ i AGH w Collegium Novum i został aresztowany w ramach Sonderaktion Krakau. Po pobycie w więzieniu na Montelupich został zwolniony 9 listopada po interwencji osobistej konsula niemieckiego w Krakowie Paula Krausego. Wkrótce po tym podjął razem Fryderykiem Zollem starania o uwolnienie aresztowanych profesorów. W tej sprawie wystosowali memoriał do władz niemieckich. W czasie wojny był nauczycielem języka polskiego w Szkole Górniczo-Hutniczo-Mierniczej w Krakowie (1941–1944). Zajmował się organizowaniem kursów językowych dla niemieckich urzędników w tzw. Verwaltungsschule – Akademii Administracyjnej dla GG. W ten sposób pomagał dorabiać licznym profesorom i lektorom szkół średnich, nie był zaangażowany w tajne nauczanie. Po wyzwoleniu Krakowa powrócił swoje dawne stanowisko kierownika katedry germanistyki UJ, gdzie pracował już do śmierci.
W 1929 r. został powołany na członka korespondenta, w 1947 na członka czynnego Polskiej Akademii Umiejętności. Brał udział w pracach wielu jednostek akademii – był członkiem Komisji Językowej (jeszcze pod nazwą Akademia Umiejętności, od 1915), członkiem Komisji Języka Polskiego (1918), przewodniczącym Komisji Terminologicznej Morskiej (1931–1946), sekretarzem Komitetu Ortograficznego (1934–1935), zastępcą przewodniczącego Komisji Filologii Zachodnio-Europejskiej (od 1946). Należał ponadto do Poznańskiego Towarzystwa Przyjaciół Nauk (od 1920), Polskiego Towarzystwa Neofilologicznego (przewodniczący Oddziału Poznańsko-Pomorskiego), Schiller-Akademie w Monachium (członek korespondent). W 1920 r. został pierwszym Filistrem honorowym poznańskiej Korporacji Magna-Polonia.

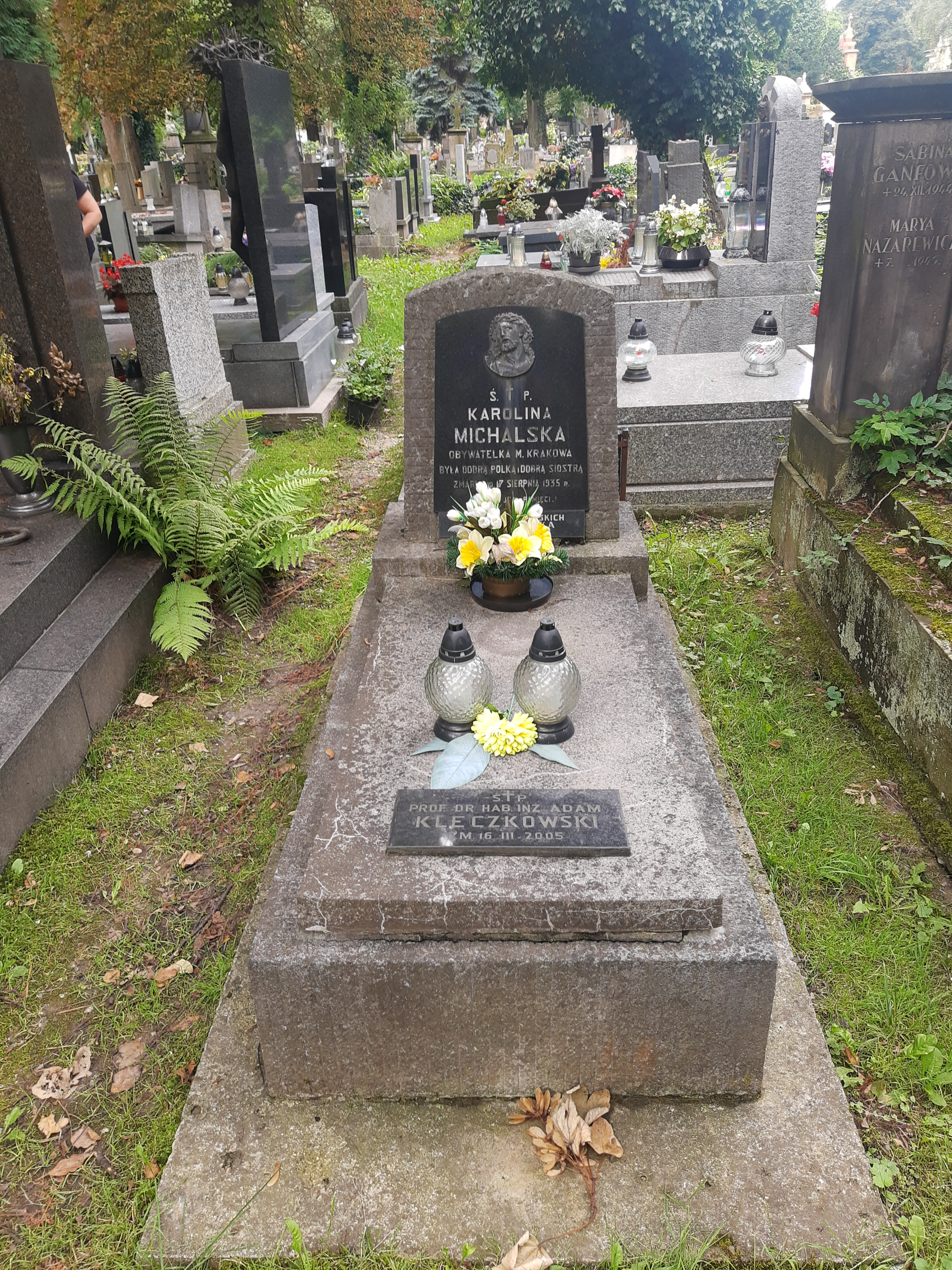
Grób prof. Adama Kleczkowskiego na cmentarzu Rakowickim

Zainteresowania naukowe Adama Kleczkowskiego obejmowały filologię germańską, językoznawstwo porównawcze oraz edytorstwo. Wykazał, że wpływy języka niemieckiego na polski odbywały się głównie za pośrednictwem języka czeskiego. Zajmował się historią polskich badań języka niemieckiego. Był inicjatorem badań nad polską terminologią żeglarską. Redagował i przygotował do wydania Słownik morski polsko-angielsko-francusko-niemiecko-rosyjski (1927–1939) w sześciu tomach; ponadto wydał m.in. Rejestr budowy galeony z 1572 (1915), tekst niemiecki Psałterza floriańskiego (1927), wiele tekstów staroniemieckich, znajdujących się w zbiorach polskich. Ogłosił około 90 prac, m.in.:
- Dialekty niemieckie na ziemiach polskich (1915)
- Neuentdeckte Altsaechsiche Psalmenfragmente aus der Karolingerzeit (1923–1926, 1 i 2 część)
- Wyrazy niemieckie w staroczeskim i staropolskim (1927–1928)
- Polski język żeglarski (1928)
- Ein neues Fragment von Willirams Paraphase des Hoches Liedes (1930)
- Wpływ języka polskiego na dialekty prusko-niemieckie (1931)
- Niemiecko-polskie stosunki językowe i literackie (1935)
- Trudności w etymologiach słowiańsko-niemieckich języka Wenedów Lueneburskich (1946)
- Germanistyka, anglistyka i skandynawistyka w Polsce (1948)
- Słowiańskie wpływy językowe w Szlezwigu i Holsztynie (1948)
- Stary marsz berneński (1949)
- Dialekt Wilamowic w zachodniej Galicji. Fonetyka i fleksja.
- Dialekt Wilamowic w zachodniej Galicji. Składnia (szyk wyrazów)

## Życie prywatne
Żonaty z Jadwigą z domu Tureczek (Turetschek), miał dwóch synów: Antoni Stanisław Kleczkowski (1922–2006) został hydrogeologiem, profesorem Akademii Górniczo-Hutniczej w Krakowie, członkiem Polskiej Akademii Nauk i reaktywowanej Polskiej Akademii Umiejętności, Adam Jan Kleczkowski (1924–2005) był zaś inżynierem i konstruktorem samochodów, profesorem Politechniki Krakowskiej.
Został pochowany na cmentarzu Rakowickim w Krakowie (kwatera AA-zach-po lewej Hausera).